# Морган Роджерс
Морган Роджерс (англ. Morgan Rogers; нар. 26 липня 2002, Гейлсоуен) — англійський футболіст, нападник клубу «Астон Вілла» та молодіжної збірної Англії.

## Клубна кар'єра
Морган Роджерс народився 2002 року в місті Гейлсоуен. Розпочав займатися футболом у юнацькій команді футбольного клубу «Вест-Бромвіч Альбіон», пізніше перейшов до юнацької команди клубу «Манчестер Сіті». У 2019 році футболіста перевели до головної команди клубу «Манчестер Сіті», проте за головну команду клубу Роджерс так і не зіграв, і в 2021 році його віддали в оренду до клубу «Лінкольн Сіті», а в 2021—2022 роках футболіст грав у оренді в клубі «Борнмут». У 2023 році Роджерс грав у оренді в клубі «Блекпул».
У 2023 році Морган Роджерс вже на правах постійного контракту став гравцем клубу «Мідлсбро». З 2024 року футболіст грає у складі клубу «Астон Вілла». Станом на жовтень 2024 року відіграв за команду з Бірмінгема 19 матчів в національному чемпіонаті, в яких відзначився 5 забитими м'ячами.

## Виступи за збірні
У 2016 року Морган Роджерс дебютував у складі юнацької збірної Англії віком гравців до 15 років, пізніше до 2021 року грав у складі юнацької збірної Англії різних вікових груп, загалом на юнацькому рівні взяв участь у 41 іграх, відзначившись 21 забитими голами.
З 2024 року Роджерс грає у складі молодіжної збірної Англії. Станом на середину жовтня 2024 року футболіст зіграв у складі молодіжної збірної 6 матчів, у яких відзначився 4 забитими голами.